# Bohnsdorf
Bohnsdorf (på tyska formellt Ortsteil Berlin-Bohnsdorf) är en stadsdel i sydöstra Berlin i Tyskland, tillhörande det administrativa stadsdelsområdet Treptow-Köpenick. Stadsdelen har 10 937 invånare (2013) och en yta på 6,52 km².
Stadsdelen Bohnsdorf är bland annat känd för det Unesco-världsarvsmärkta bostadsområdet Gartenstadt Falkenberg, även känt under smeknamnet Tuschkastensiedlung.